# Таня Кюлляйнен
Таня Кюлляйнен (фін. Tanja Kylliäinen, 1 січня 1993) — фінська плавчиня.
Учасниця Олімпійських Ігор 2016 року.